# Jack Holt
Charles John Holt, Jr. (New York, 31 mei 1888 - Los Angeles, 18 januari 1951) was een Amerikaanse acteur die een prominente rol speelde in zowel stomme als geluidsfilms, met name westerns.

## Biografie
Holt werd geboren als Charles John Holt op 31 mei 1888 in The Bronx (New York). Eind 1905 werd hij toegelaten tot het Virginia Military Institute, maar hij werd daar een jaar later weggestuurd vanwege wangedrag. Na de dood van zijn vader verhuisde het gezin naar Manhattan, waar hij onder andere in de bouw werkte. Daarna had hij nog tal van andere jobs tijdens een verblijf van bijna zes jaar in Alaska.

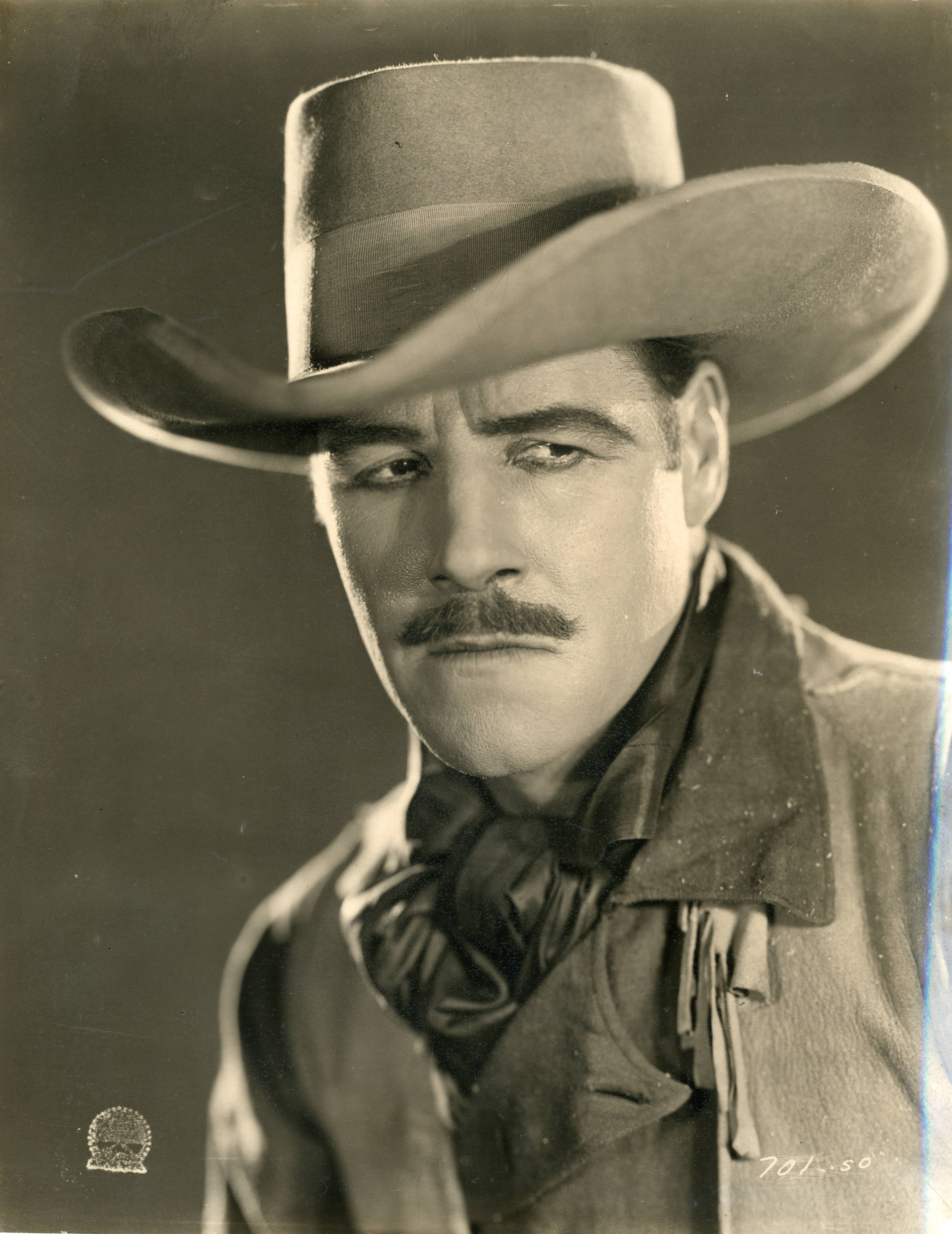
Holt in 1925 als westernheld

Holts carrière in Hollywood begon met stuntwerk en bijrollen als schurk in films van Universal. Hij maakte zijn filmdebuut in Salomy Jane uit 1914.
Na zijn overstap naar Paramount in 1917 kreeg hij meer heldenrollen toebedeeld in westerns. Van deze Holt-westerns is nauwelijks iets overgebleven omdat Paramount de gewoonte had om nadien de films te verknippen om fragmenten te hergebruiken in latere westerns, zoals die van Randolph Scott uit de jaren dertig.
Eind 1927 ging hij aan de slag bij Columbia en verscheen er in drie Frank Capra-films: Submarine (1928), Flight (1929) en Dirigible (1931). In 1934 speelde hij in twee films een hoofdrol tegenover Jean Arthur: Whirlpool en The Defense Rests. Holt werd geassocieerd met ruige actie en dus bleef hij tot 1940 spelen in low-budget misdaaddrama's. In 1941 vertrok hij bij Columbia na een ruzie met grote baas Harry Cohn.
Vanaf 1942 diende hij twee jaar in het Amerikaanse leger en behaalde er de graad van majoor, tot hij om medische redenen moest afzwaaien. Daarna keerde hij terug naar Hollywood als freelancer en speelde voornamelijk bijrollen in westerns van Roy Rogers, Allan Lane, Wild Bill Elliott, Don Barry en Gene Autry.

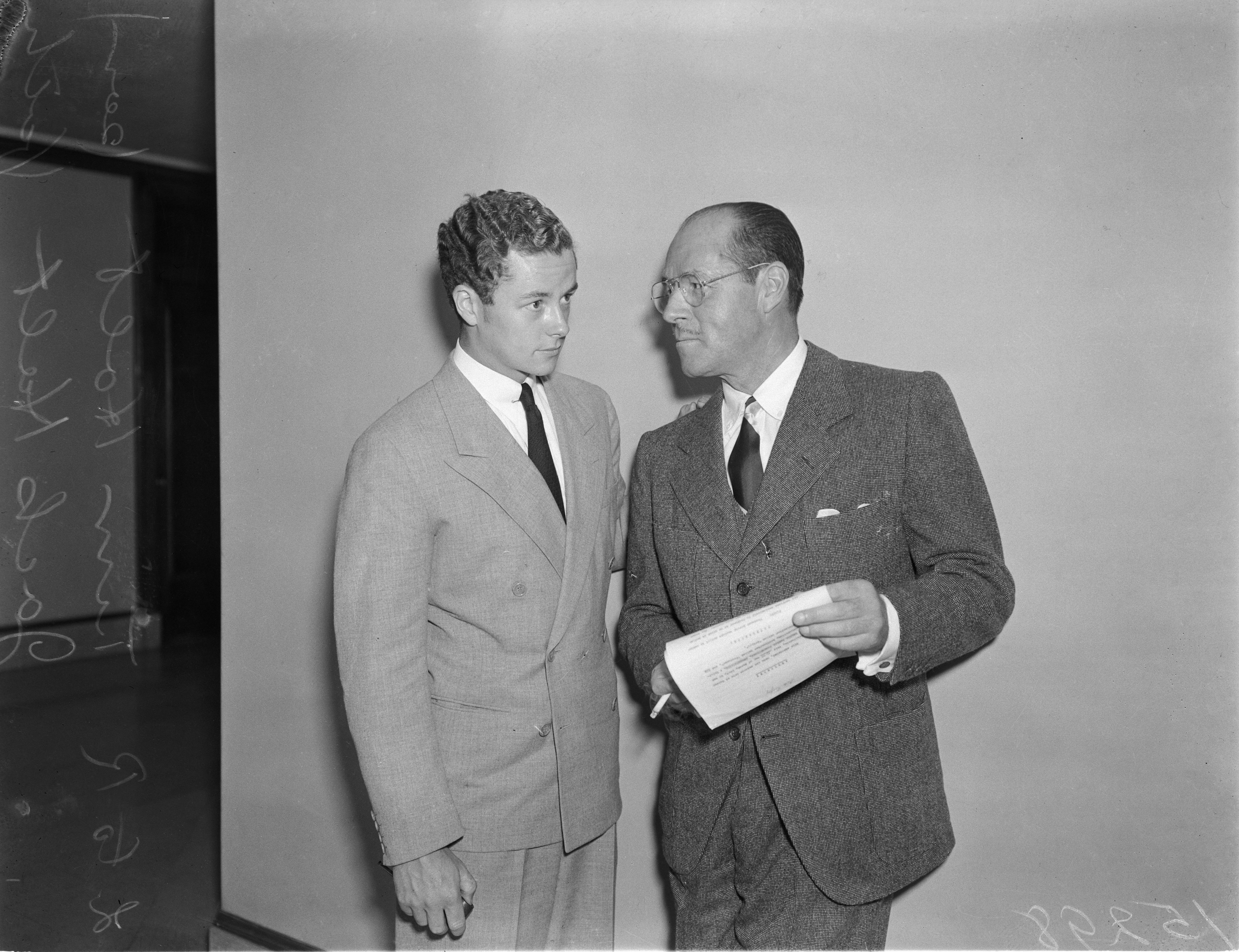
Jack Holt en zijn zoon Tim

Holt was van 1918 tot 1933 getrouwd met Margaret Woods. Zij had al een dochter Imogene uit een vorig huwelijk en samen kregen ze nog twee kinderen: een zoon Charles John Holt III en een dochter Elizabeth Holt, die beiden hun eigen filmcarrières vestigden als Tim Holt en Jennifer Holt. Tim werd de ster van de "B"-westerns van RKO Radio Pictures en speelde in 1948 samen met zijn vader in The Treasure of the Sierra Madre. Jennifer speelde in de jaren 40 in lowbudgetfilms, voornamelijk westerns van Universal Pictures. De enige keer dat het trio samen speelde was in een aflevering van All Star Western Theater, een populair Amerikaans radioprogramma dat in de jaren 40 uitgezonden werd.
Holt overleed op 18 januari 1951 in Los Angeles op 62-jarige leeftijd aan een hartaanval. In 1960 kreeg hij postuum een ster op de Hollywood Walk of Fame voor zijn bijdrage aan de filmindustrie.